# Euconchoecia aculeata
Euconchoecia aculeata är en kräftdjursart som först beskrevs av Scott 1894.  Euconchoecia aculeata ingår i släktet Euconchoecia och familjen Halocyprididae. Inga underarter finns listade i Catalogue of Life.